# Stephanie Randall
Stephanie Randall (* 1942 oder 1943 in Südafrika) ist ein ehemaliges Model und Schauspielerin.

## Leben
Nachdem Stephanie Randall als Model gearbeitet hatte, begann sie mit der Schauspielerei, um sich beruflich weiterzuentwickeln. Seit 1964 spielte sie in diversen britischen Fernsehproduktionen, z. B. 1965 neben Roger Moore in der Folge The Rhine Maiden der Serie Simon Templar. In der Dokumentation The Debussy Film aus der Reihe Monitor der BBC spielte Stephanie Randall 1965 eine Sekretärin. 1966 spielte sie in der Serie The Newcomers ein schwedisches Au-pair-Mädchen.
Ihre einzige Rolle in einem Kinofilm hatte sie als Amyak in der Hammer-Produktion Der Sklave der Amazonen. Auf Grund des Kultstatus, den die Hammer-Filme genießen, ist Randall trotz ihrer insgesamt wenigen Rollen auch heute noch relativ bekannt.
Ihren letzten dokumentierten Auftritt als Schauspielerin absolvierte Randall 1967 in der Folge Arrival der Fernsehserie Nummer 6.
1966 lebte Randall im Londoner Stadtteil Holland Park.

## Filmografie (Auswahl)

### Film
- 1967: Der Sklave der Amazonen (Slave Girls)

### Fernsehen
- 1959: Saturday Playhouse (Fernsehserie, Folge 1x37 Last Day in Dreamland)
- 1965: Simon Templar (The Saint, Fernsehserie, Folge 3x16 The Rhine Maiden)
- 1965: Monitor (Fernsehreihe, Folge 8x15 The Debussy Film)
- 1965: Riviera Police (Fernsehserie, Folge 1x11 Girl on a Plate)
- 1967: Nummer 6 (The Prisoner, Fernsehserie, Folge 1x01 Die Ankunft)